# Skroblupis

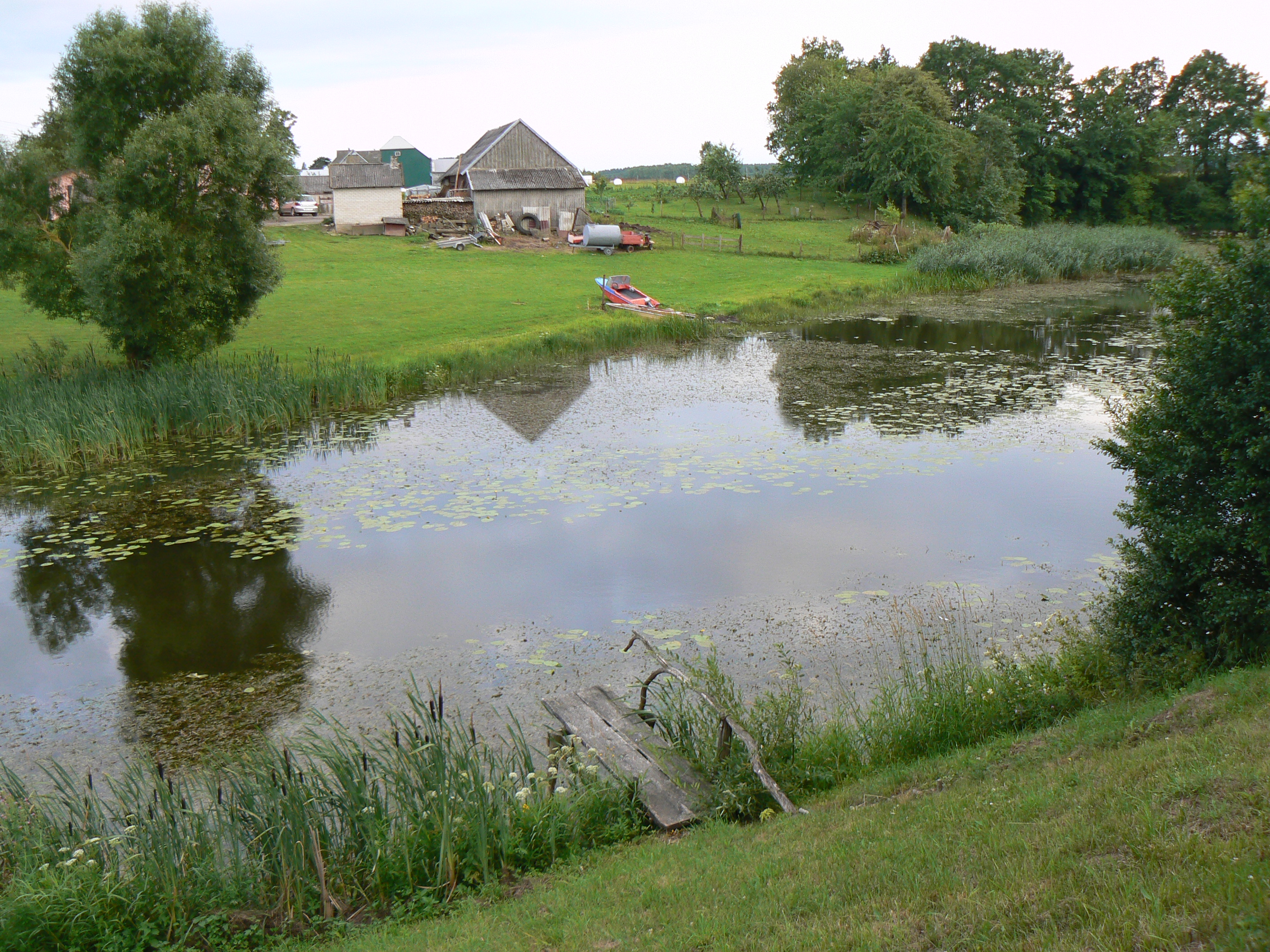
Rozšířené ústí Skroblupisu (při ullici Paupio gatvė) do rybníka Tūbausių tvenkinys. Pohled z pravého břehu po proudu.

Skroblupis, je potok na západě Litvy (Klaipėdský kraj), v okrese Kretinga. Je dlouhý 12,9 km. Povodí má rozlohu 30,1 km². Pramení na západním okraji vsi Šaltigalis. Teče směrem západním. Do přehradní nádrže Tūbausių tvenkinys na řece Akmena (tato řeka se na dolním toku nazývá Danė) se vlévá jako její levý přítok 42,8 km od jejího ústí ve vsi Genčai, v místě, kde Akmena protéká rybníkem Tūbausių tvenkinys (jeho rozloha: 79,1 ha, založen roku 1986. V roce 2011 byla do přehradního tělesa zabudována malá vodní elektrárna o výkonu 240 kW). Přes potok vede silnice Kretinga – Kūlupėnai, železniční trať Klaipėda – Kretinga – Plungė – Vilnius, silnice Šukė – Voveraičiai a silnice Šukė – Žiogeliai - Genčai. Tok míjí vsi Aukštkalviai, Ruginiai a Genčių Medsėdžiai, protéká vsí Genčai. Na levém břehu je významný balvan Genčų I Velnio akmuo (1. Ďáblův balvan, Genčai; délka: 4 m, šířka 3,55 m, výška 1,55 m). 

## Přítoky
- Levý: Šakalė (délka: 7,7 km; plocha povodí: 11,4 km²; vlévá se 1,1 km od ústí, hydrologické pořadí: 20010513),
- Pravé: dva nevýznamné přítoky

## Jazykové souvislosti
Název je odvozen od habru (litevsky skroblas), říčka protéká habřinami.